# Mil veces adiós
Every Time We Say Goodbye (Mil veces adiós en España) es una película de 1986, protagonizada por Tom Hanks y Cristina Marsillach y dirigida por Moshé Mizrahi. La película tiene la particularidad de tener partes en idioma judeoespañol; según datos de enero de 2013, solo hay cinco películas en IMDb parcialmente habladas en este idioma. Muchas partes de la película fueron grabadas en Israel, la mayor parte en Jerusalén. 

## Argumento
David (Hanks) es un piloto americano que se une a la Royal Air Force (RAF) antes de que los Estados Unidos empezasen a participar en la II Guerra Mundial. Después de que su avión sea derribado en el norte de África, se recupera de una herida en la pierna en Jerusalén, y conoce a una chica judía de ascendencia española sefardí (Cristina Marsillach). Los dos se atraen mutuamente pero ella está convencida de que su relación no podría funcionar ya que su familia no aprobaría la relación, además de que David es el hijo gentil de un ministro protestante.

## Reparto
| Actor               | Personaje |
| ------------------- | --------- |
| Tom Hanks           | David     |
| Cristina Marsillach | Sarah     |
| Benedict Taylor     | Peter     |